# Loitzmannsdorf
Loitzmannsdorf ist eine Ortschaft der Gemeinde Altendorf in Niederösterreich.
Der Ort ist über die Landesstraße L137 erschlossen. 

## Geschichte
Der Name Loitzmannsdorf wurde erstmals im Jahr 1090 in einer Urkunde als Mittelpunkt eines aus 10 Königshufen bestehenden Gutes erwähnt. 1420 bestand der Ort aus 5 Bauernhäusern, heute sind es derer 11. Laut Adressbuch von Österreich waren im Jahr 1938 in Loitzmannsdorf einige Landwirte ansässig.